# Ornette: Made in America
Ornette: Made in America és una pel·lícula documental estatunidenca de 1985 dirigida i editada per Shirley Clarke que tracta sobre el saxofonista i innovador del free-jazz Ornette Coleman. S'ha subtitulat al català.

## Resum
La pel·lícula no narra la vida de Coleman, sinó que emula el seu estil de forma lliure barrejant fragments d'actuacions, entrevistes, videoclips experimentals i recreacions de la infància de Coleman. S'hi inclouen entrevistes i imatges originals de William S. Burroughs, Buckminster Fuller, Ed Blackwell, Robert Palmer, George Russell, John Rockwell, Don Cherry i Denardo Coleman.
La pel·lícula inclou entrevistes, imatges d'arxiu i seqüències psicodèliques al voltant de la interpretació de l'àlbum Skies of America amb l'Orquestra Simfònica de Fort Worth al Centre de Convencions de la ciutat. L'obertura de la sala de concerts Caravan of Dreams serveix com a catalitzador per a la producció de la pel·lícula, però Shirley Clarke havia estat treballant en la pel·lícula durant més de 20 anys. El metratge de 1968 amb Ornette, el seu fill petit, Denardo i el col·laborador freqüent Charlie Haden, va ser filmat per Clarke per a una altra pel·lícula que mai va arribar a bon port.

## Llegat
Ornette va ser l'última pel·lícula de Shirley Clarke i la va reintroduir als circuits de cinema independent i de música de jazz que havia influït durant la dècada de 1960. L'estil d'edició intrusiu i ràpid de Clarke i el treball de videoclips avantguardistes de Kit Fitzgerald van merèixer els elogis de la crítica.
A finals de 2012, Milestone Films va tornar a estrenar Ornette en una selecció de cinemes i va distribuir la pel·lícula restaurada en DVD i Blu-ray. Va formar part d'un projecte més gran de Milestone per tornar a estrenar totes les pel·lícules antigues de Clarke.